# 蓝田镇 (安溪县)
蓝田镇，是中华人民共和国福建省泉州市安溪县下辖的一个乡镇级行政单位。
2025年1月12日，蓝田乡改蓝田镇。

## 行政区划
蓝田镇下辖以下地区：
益溪村、益岭村、内春村、蓝二村、蓝田村、蓝一村、尚忠村、乌殊村、进德村、后清村、黄柏村、乌土村、九礤村、湖坂村、山内寨村和兰田茶场。